# Raión de Mstsislov
Mstsislov (en bielorruso: Мсціслаўскі раён) es un raión o distrito de Bielorrusia, en la provincia (óblast) de Maguilov. 
Comprende una superficie de 1 332 km².

## Demografía
Según estimación 2010 contaba con una población total de 24 768 habitantes.